# Sperandea
Sperandea o Sperandia (Gubbio, 1216 – Cingoli, 11 settembre 1276) è stata una badessa e santa italiana.

## Vita
Sappiamo pochissimo della vita di Sperandea. Probabilmente fu una trovatella, in quanto il nome "Sperandea" era sovente dato ai bambini proietti. Tuttavia, sappiamo per certo che nacque a Gubbio nel 1216. La tradizione popolare la vuole parente del vescovo Sant'Ubaldo Baldassini, ad ogni modo non esiste alcun documento ufficiale che attesti ciò. Sempre secondo i racconti popolari, intraprese una vita da eremita già in giovane età, ritirandosi in preghiera in una grotta sul Monte Acuto.
Dopo aver compiuto un pellegrinaggio in Terra Santa, trascorse i successivi dieci anni visitando le principali chiese di Roma e di tutta Italia. Successivamente, entrò nel piccolo Monastero Benedettino di San Michele situato a Cingoli, non lontano da Macerata, ove fu poi eletta badessa. Secondo una leggenda, si narra che Santa Sperandea, grazie all'azione della divina provvidenza, potesse offrire e donare verso la metà di gennaio delle deliziose ciliegie a tutto il paese.  Tale episodio è rievocato in un dipinto conservato nella Chiesa di Santa Sperandea a Cingoli di Pier Simone Fanelli, che raffigura un angelo che elargisce alla santa una cesta piena di ciliegie. Sperandea morì l'11 settembre 1276 a Cingoli per cause ignote.

## Culto
Nota per la sua devozione verso le preghiere e le pratiche di penitenza, Santa Sperandea è patrona, insieme a sant'Esuperanzio e san Bonfilio, del paese di Cingoli. Inoltre, dopo la sua morte le venne intitolato il Monastero di San Michele, ove condusse la sua vita monastica; i suoi resti invece riposano nella chiesa adiacente sempre al lei dedicata.
Sperandea è raffigurata nella pala d'altare del 1539 di Lorenzo Lotto la Madonna del Rosario, dipinta per la chiesa di San Domenico a Cingoli e oggi conservata nel palazzo comunale del paese. Sperendea, che tiene in mano dei gigli e un crocifisso, si trova tra i santi Esuperanzio e Pietro da Verona, inginocchiati per adorare la Vergine. 
Annualmente, ogni agosto, si tiene un pellegrinaggio sul Monte Acuto nelle così dette Grotte di Santa Sperandea, ove la santa condusse la sua vita da anacoreta.